# Stan Hansen
John Stanley Hansen II, maggiormente noto con il ring name Stan Hansen (Knox City, 29 agosto 1949), è un ex wrestler statunitense.
Da lottatore, Hansen era celebre per il suo stile di combattimento prevalentemente "stiff", che egli attribuiva alla sua scarsa vista. Di conseguenza, cercando di compensare questa mancanza per non sembrare troppo finto durante i combattimenti, colpiva i suoi avversari con maggiore forza. È inoltre l'inventore della mossa chiamata Lariat, e uno dei pochi wrestler ad aver alzato André the Giant.

## Carriera

### Stati Uniti
Hansen iniziò la sua carriera nel mondo del wrestling con il personaggio del mandriano texano "cattivo" e brutale, lottando nella federazione locale della sua zona di Amarillo (Texas). Inizialmente combatteva in coppia con il futuro compagno di battaglie Frank Goodish. Alla fine degli anni settanta lottò nella World Wide Wrestling Federation, dove ruppe accidentalmente il collo a Bruno Sammartino. Da questo incidente nacque la famigerata fama della potenza della mossa finale di Hansen, il "Lariat", anche se in realtà fu un bodyslam a causare l'infortunio di Bruno.
A metà degli anni settanta, Hansen combatté anche nella Georgia Championship Wrestling, doveva lottava in coppia con Tommy Rich e Ole Anderson.

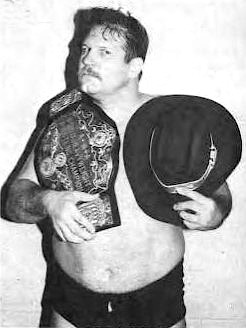
Hansen con la cintura AWA World Heavyweight

Hansen lottò nella American Wrestling Association nel periodo 1985-1986 e lì vinse il titolo AWA World Heavyweight Championship il 29 dicembre 1985, sconfiggendo Rick Martel. Il 29 giugno 1986, Hansen non si presentò a difendere il titolo contro Nick Bockwinkel, e la AWA fu costretta ad assegnare d'ufficio la cintura a Bockwinkel. Hansen non accettò il verdetto e partì per il Giappone proclamandosi campione AWA e portandosi via anche la cintura, che era ancora in suo possesso nonostante gli fosse stata ufficialmente revocata. La AWA minacciò di intentargli una causa legale se avesse continuato a tenere la cintura e a dichiararsi il legittimo campione, così Hansen passò sopra la cintura con il proprio furgone, e poi la rispedì per posta mezza rotta alla dirigenza AWA. Questa catena di eventi venne confermata dallo stesso Hansen durante un'intervista ad un convegno di leggende della NWA, nella quale egli espresse il suo rammarico per come aveva gestito la faccenda all'epoca.

### Giappone
Hansen è stato molto attivo anche nella New Japan Pro-Wrestling, dove ebbe faide importanti con stelle del calibro di Antonio Inoki combattendo in coppia insieme a Hulk Hogan e Dick Murdoch. Nel 1990 Hansen fece temporaneamente ritorno in Giappone per formare un tag team con Riki Chōshū chiamato "The Lariat Combo".
Nel 1981, Hansen passò improvvisamente nella All Japan Pro Wrestling (AJPW), dove rimase fino al finale di carriera. Nella AJPW, Hansen divenne l'unico uomo ad aver schienato Antonio Inoki e Giant Baba in incontri singoli per un titolo. Dal 1982 al 1999 prese parte alla World's Strongest Tag Team League combattendo prevalentemente in coppia con diversi partner come Bruiser Brody, Terry Gordy, Ted DiBiase, Genichiro Tenryu, Dan Spivey, Bobby Duncum Jr., e Big Van Vader. Hansen ebbe anche un leggendario e violento feud con André the Giant mentre questi combatteva in Giappone.
Il 10 febbraio 1990, durante l'evento NJPW vs. AJPW svoltosi al Tokyo Dome, Hansen si rese protagonista di un truculento episodio che coinvolse il suo avversario della serata, Big Van Vader. Hansen aveva ripetutamente colpito Vader in volto con dei pugni un po' troppo "caricati", e questo aveva causato la fuoriuscita di uno dei bulbi oculari di Vader dall'orbita. Dopo essersi levato la maschera, Vader dovette risistemare a mano l'occhio nella sua giusta sede, per poi continuare a combattere fino a quando il match venne dichiarato no contest. Il 13 aprile 1990, la WWF e la All-Japan tennero uno show in collaborazione (intitolato Wrestling Summit) al Tokyo Dome di Tokyo, e il main event in programma della serata avrebbe dovuto essere un incontro tra Hulk Hogan ed il detentore dell'AJPW Triple Crown Heavyweight Championship Terry Gordy. Secondo gli accordi presi in precedenza, Gordy avrebbe dovuto perdere con Hogan, ma all'ultimo momento si rifiutò di farlo perché la sconfitta avrebbe potuto danneggiare la sua reputazione. Quindi, fu scelto Hansen per sostituire Gordy nel match contro Hogan, dato che Hansen non aveva problemi particolari a perdere contro Hogan.

### World Championship Wrestling
Nel 1990, Hansen lottò per breve tempo nella World Championship Wrestling, scontrandosi con Lex Luger per il titolo United States Heavyweight Championship quando la WCW faceva ancora parte della National Wrestling Alliance. Hansen riuscì a vincere il titolo battendo Luger e ponendo così fine al suo regno da campione durato ben 523 giorni, ma riperdendo il titolo di nuovo contro Luger appena due mesi dopo. Lasciò poi la federazione per andare nella All Japan Pro Wrestling nel 1991.

### Ritorno alla All Japan Pro Wrestling e ritiro (1991-2001)
Al suo ritorno nella AJPW, Hansen iniziò un feud con Mitsuharu Misawa, durante il quale i due si affrontarono per il Triple Crown Championship. A seguito della morte di Giant Baba, Misawa divenne il nuovo booker della federazione ed in breve tempo decise di sminuire l'importanza di Hansen e di altri wrestler stranieri, in favore di nuovi talenti emergenti giapponesi come Takao Omori e Yoshihiro Takayama.
Nel 2000, Misawa e gran parte del roster se ne andarono dalla compagnia per formare la Pro Wrestling Noah, ma Hansen scelse di rimanere fedele alla AJPW invece di unirsi all'"esodo". Nonostante la permanenza nella federazione, la lombalgia di Hansen iniziò a peggiorare in questo periodo, e lo portò a disputare il suo ultimo match singolo il 21 ottobre 2000 partecipando ad un torneo per assegnare il titolo AJPW Triple Crown Heavyweight Championship allora vacante. Hansen perse in semifinale con Genichiro Tenryu, che poi si sarebbe aggiudicato il torneo e il titolo. L'ultimo match in assoluto disputato da Hansen fu un six-man tag team match svoltosi il 28 ottobre 2000, durante il quale egli, "Dr. Death" Steve Williams e Wolf Hawkfield persero contro Johnny Smith, Yoshiaki Fujiwara e Masanobu Fuchi.
Hansen annunciò il ritiro il 28 gennaio 2001.

### Post-ritiro e WWE Hall of Famer (2001-presente)

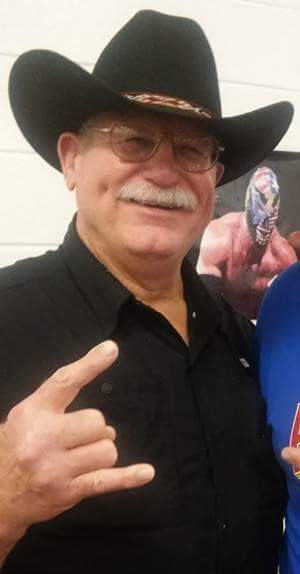
Stan Hansen nel 2015

Nel 2001, Hansen è diventato Commissioner per la All Japan's Pacific Wrestling Federation, posizione in precedenza occupata da Lord James Blears. Nel luglio 2007, ha rassegnato le proprie dimissioni dalla carica.
Il 2 aprile 2016, la notte prima di WrestleMania 32, Hansen è stato inserito nella WWE Hall of Fame, introdotto dal suo amico/rivale sul ring Vader.

## Personaggio

### Mossa finale
- Lariat

### Manager
- Freddie Blassie[3]
- Buck Robley
- Larry Sharpe

### Soprannomi
- "The Lariat"
- "The Man"
- "The Unsinkable Battleship"
- "The Bad Man from Borger, Texas"

## Titoli e riconoscimenti
All Japan Pro Wrestling
- AJPW Triple Crown Heavyweight Championship (4)
- AJPW Unified World Tag Team Championship (8 - 2 con Terry Gordy - 3 con Genichiro Tenryu - 1 con Dan Spivey - 1 con Ted DiBiase - 1 con Gary Albright)
- NWA International Heavyweight Championship (1)
- NWA International Tag Team Championship (1- con Ron Bass)
- NWA United National Championship (1)
- PWF World Heavyweight Championship (4)
- PWF World Tag Team Championship (4- 1 con Bruiser Brody - 2 con Ted DiBiase - 1 con Austin Idol)
- Champion's Carnival (1992, 1993)
- World's Strongest Tag Team League (1983, 1985, 1988, 1989)  con Bruiser Brody - con Ted DiBiase - con Terry Gordy - con Genichiro Tenryu
- January 2nd Korakuen Hall Heavyweight Battle Royal Winner (1994)

American Wrestling Association
- AWA World Heavyweight Championship (1)

Jim Crockett Promotions / World Championship Wrestling
- NWA United States Heavyweight Championship (1)
- NWA World Tag Team Championship (1 - con Ole Anderson)

Professional Wrestling Hall of Fame and Museum
- Classe del 2010

WWE
- WWE Hall of Fame (classe del 2016)

Pro Wrestling Illustrated
- 24º tra i 500 migliori wrestler singoli nella PWI 500 (1991)
- 48º tra i 500 migliori wrestler singoli nella PWI 500 (1992)
- 16º tra i 500 migliori wrestler singoli nella "PWI Years" (2003)
- Match of the Year vs. Bruno Sammartino.  (1976)
- Most Hated Wrestler of the Year (1976)